# Clinândrio

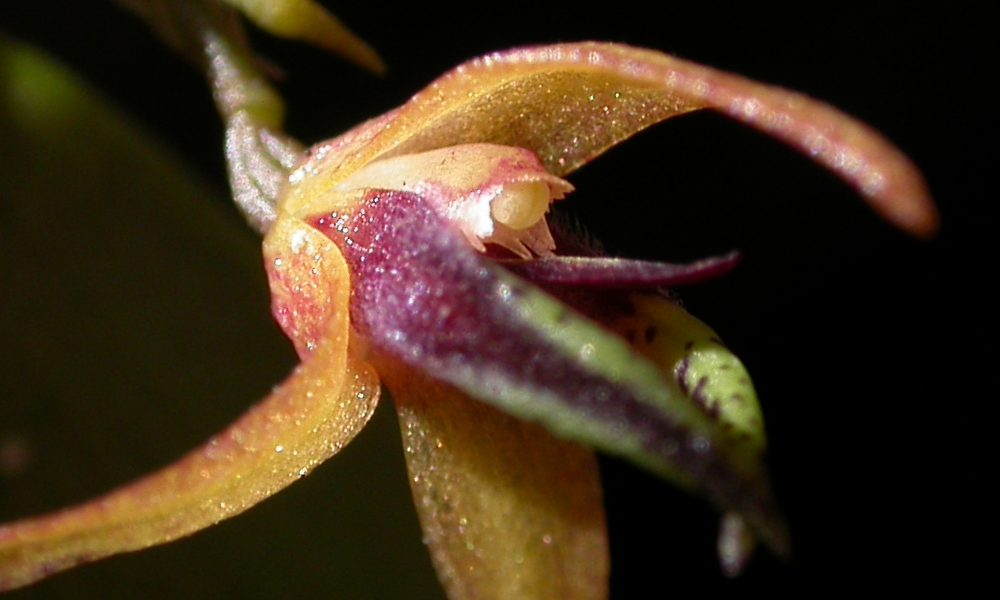
Exemplo de clinândrio cheio de dentes e apêndices envolvendo a antera de uma Panmorphia tigridens

Clinândrio ou androclínio é um termo botânico que se refere ao prolongamento da coluna de orquídeas em seu segmento masculino, acima do nível onde a antera fixa-se na coluna. Sua função é fixar a capa da antera ao ápice da coluna e impedir que agentes polinizadores diferentes dos que usualmente polinizam estas flores retirem a capa da antera desperdiçando a oportunidade de polinização. 
Em muitas espécies o clinândrio assume o formato de parte de uma corôa. O clinândrio pode apresentar bordas lisas, denticuladas ou com apêndices, e podem ser glabras ou pilosas. Frequentemente, pelas características do clinândrio, espécies muito próximas podem ser diferenciadas. 